# Banja Koviljača
Banja Koviljača (cyr. Бања Ковиљача) – miasto w Serbii, w okręgu maczwańskim, w mieście Loznica. W 2010 roku liczyło 5151 mieszkańców.
Jest miastem uzdrowiskowym położonym na prawym brzegu Driny, ok. 145 km od Belgradu. Znajdują się tu źródła wód siarkowych i żelazistych oraz złoża borowin siarkowych. Institut za fizikalnu medicinu i rehabilitaciju prowadzi leczenie chorób ginekologicznych, neurologicznych i narządu ruchu.
W mieście funkcjonuje przemysł turystyczny i drzewny.